# Concert per a piano núm. 2 (Bartók)
El Concert per a piano núm. 2 en sol major, Sz. 95, BB 101 de Béla Bartók és una composició musical per a piano i orquestra. L'obra, que va ser composta entre els anys 1930 i 1931, és coneguda per ser una de les peces més difícils del repertori. Té una durada de 26 a 29 minuts.

## Composició
En abordar la composició, Bartók volia que la música fos més contrapuntística. També volia simplificar la seva música (com molts dels seus contemporanis), però l'ús del contrapunt en aquesta peça fa que sigui una peça musical extremadament complicada. Aquest aspecte s'havia mostrat especialment molest en el Primer Concert, tant és així, de fet, que la Filharmònica de Nova York, que havia de fer l'estrena, no el va poder dominar a temps, i es va haver de substituir per la Rapsòdia de Bartók al programa. El mateix compositor va afirmar en un article de 1939 que havia compost aquest concert com un contrast directe amb el Primer Concert, reconeixent que el primer "és una mica difícil —fins i tot es podria dir molt difícil!— tant per a l'orquestra com per al públic".
Tot i això, el Segon Concert és conegut per la seva dificultat. András Schiff va dir: "Per al pianista, és una peça que trenca els dits. És probablement la peça més difícil que he tocat mai, i normalment acabo amb un teclat cobert de sang". Stephen Kovacevich també va declarar que era la peça més tècnicament exigent que havia tocat mai i que gairebé es va paralitzar les mans mentre la preparava.
El concert tenia la data de 1930/1931, però no es va estrenar fins al 23 de gener de 1933 a Frankfurt. La Simfònica de la Ràdio de Frankfurt va ser dirigida per Hans Rosbaud amb Bartók com a solista. La primera actuació a Hongria va ser més tard aquell mateix any, dirigida per Otto Klemperer amb Louis Kentner tocant el piano a petició de Bartók.
El mateix Bartók va tocar l'obra en un concert simfònic de la BBC al Queen's Hall el 8 de novembre de 1933, amb l'orquestra simfònica de la BBC dirigida per Adrian Boult. El concert va ser retransmès en directe i descrit a Radio Times com la primera actuació a Anglaterra (Radio Times, 3 de novembre de 1933, p. 356). Bartók la va tornar a tocar als Proms de Londres amb Sir Henry Wood el 7 de gener de 1936, una iniciativa del productor musical de la BBC Edward Clark.
El 18 d'abril de 1934 el va tocar a Konserthuset amb la Royal Stockholm Philharmonic Orchestra sota la direcció de Vàclav Talich.
La primera actuació als Estats Units es va fer a Chicago el 2 de març de 1939, amb Storm Bull com a solista i l'⁣Orquestra Simfònica de Chicago dirigida per Frederick Stock. L'estrena francesa va ser donada l'any 1945 per Yvonne Loriod, que l'havia après en només vuit dies.

## Forma
El concert es compon de tres moviments:
1. Allegro
2. Adagio — Presto — Adagio
3. Allegro molto — Più allegro

La forma general del Segon Concert és simètrica (l'estructura del tempo és ràpid-lent-ràpid-lent-ràpid), a la manera bartókiana que s'ha arribat a identificar com a forma d'arc. El primer moviment, marcat Allegro, es destaca pel solo de piano actiu i puntual. El ritme ràpid i rítmic del piano i el moviment escalar fragmentari suggereixen la influència d'⁣Ígor Stravinski, i el ballet Petruixka (1910–1911) en particular, mentre que altres característiques apunten a L'ocell de foc⁣; el tema principal del moviment, introduït per les trompetes, és una referència al final de L'ocell de foc⁣.

## Instrumentació
El concert està escrit per a una orquestra formada per un piano solista, dues flautes (una doblant amb flautí), dos oboès, dos clarinets (en si bemoll), dos fagots (un doblant amb contrafagot), quatre trompes (en fa), tres trompetes (en do), tres trombons, tuba, timbales, tambor, bombo, triangle, plats i tambor.

## Enregistraments
Alguns enregistraments notables són de:
- Andor Foldes (piano), Orquestra Lamoureux, Eugène Bigot (director). Enregistrat a finals de la dècada de 1940. Polydor PLP 6620 (gravació monofònica en LP de 12 polzades). N.p.: Vox Polydor.
- Edith Farnadi (piano), Orquestra de l'Òpera Estatal de Viena, Hermann Scherchen (director). Vega C-30-A-164 (gravació monofònica en LP de 12 polzades). [París]: Vega, 1954. Reeditat a Westminster WL 5249 (gravació monofònica en LP de 12 polzades), Nova York: Westminster Records, 1954. Reeditat de nou a Westminster XWN 18277 (gravació monofònica en LP de 12 polzades), Nova York: Westminster Records, 1956.
- György Sándor (piano), Orquestra Pro Musica de Viena; Michael Gielen (director). Enregistrat a Viena. Vox PL 11.490 (gravació en LP de 12 polzades, monofònica). Nova York: Vox Records, 1959.
- Zoltán Kocsis (piano), Iván Fischer (director), Budapest Festival Orchestra. Enregistrat el febrer de 1987 a Budapest. Philips 416 837-2 (Disc Compacte).
- Yefim Bronfman (piano), Esa-Pekka Salonen (director), Los Angeles Philharmonic. Guanyador del Premi Grammy a la millor gravació d'instrumentista solista amb orquestra (1997). Enregistrat el 1994-95 a Los Angeles. Sony Classical B000002AWA.
- György Sándor (piano), Ádám Fischer (director), Orquestra Estatal Hongaresa.
- Géza Anda (piano), Orquestra Simfònica de la Ràdio de Berlín (actualment Deutsches Symphonie-Orchester Berlin), Ferenc Fricsay (director). Deutsche Grammophon 447 399-2.
- Leif Ove Andsnes (piano), Berliner Philharmoniker, Pierre Boulez (director). Deutsche Grammophon 477 533-0.
- Stephen Kovacevich (piano), BBC Symphony Orchestra, Sir Colin Davis (director). Philips 468 188-2.
- Maurizio Pollini (piano), Chicago Symphony Orchestra, Claudio Abbado (director). Deutsche Grammophon 471 360-2.
- Sviatoslav Richter (piano), Orchestre de Paris, Lorin Maazel (director), enregistrat el 1969. EMI 3 50849.
- György Sándor (piano), Orquestra Simfònica de Viena, Michael Gielen (director), enregistrat el 1959.
- Vladimir Ashkenazy (piano), Sir Georg Solti (director), London Philharmonic Orchestra, enregistrat el 1979.
- Jenő Jandó (piano), Budapest Symphony Orchestra, András Ligeti (director), Naxos, 1994.
- András Schiff (piano), Budapest Festival Orchestra, Iván Fischer (director), enregistrat l'abril de 1996 a Budapest a l'Institut Cultural Italià. Enginyer de so: Eberhard Sengpiel. Teldec 0630-13158-2 (Disc Compacte).
- Alexis Weissenberg (piano), Philadelphia Orchestra, Eugene Ormandy (director). RCA B00000E6PC.
- Georges Cziffra (piano), Budapest Symphony Orchestra, Mario Rossi (director). EMI References B000005GTO.
- Lang Lang (piano), Berliner Philharmoniker, Simon Rattle (director). Enregistrat l'abril de 2013. Sony Classical 88883732262.
- Jean-Efflam Bavouzet (piano), BBC Philharmonic, Gianandrea Noseda (director). Enregistrat el desembre de 2009. Publicat a l'abril de 2010 per Chandos 10610.
- Yuja Wang (piano), Berliner Philharmoniker, Simon Rattle (director). Enregistrat en directe a Wuhan el 13 de novembre de 2017 (vídeo), i a Tòquio el 24 de novembre de 2017 (àudio). Berliner Philharmoniker The Asia Tour.
- John Ogdon (piano), BBC Symphony Orchestra, Pierre Boulez (director). Enregistrat en directe a Moscou, 10 de gener de 1967.
- László Borbély (piano), Savaria Symphony Orchestra, János Kovács (director). Enregistrat del 21 al 24 de novembre de 2023, Bartók Concert Hall, Szombathely, Hongria. Hunnia Records & Film Production, 2024.